# COVID-19-Pandemie in Belarus

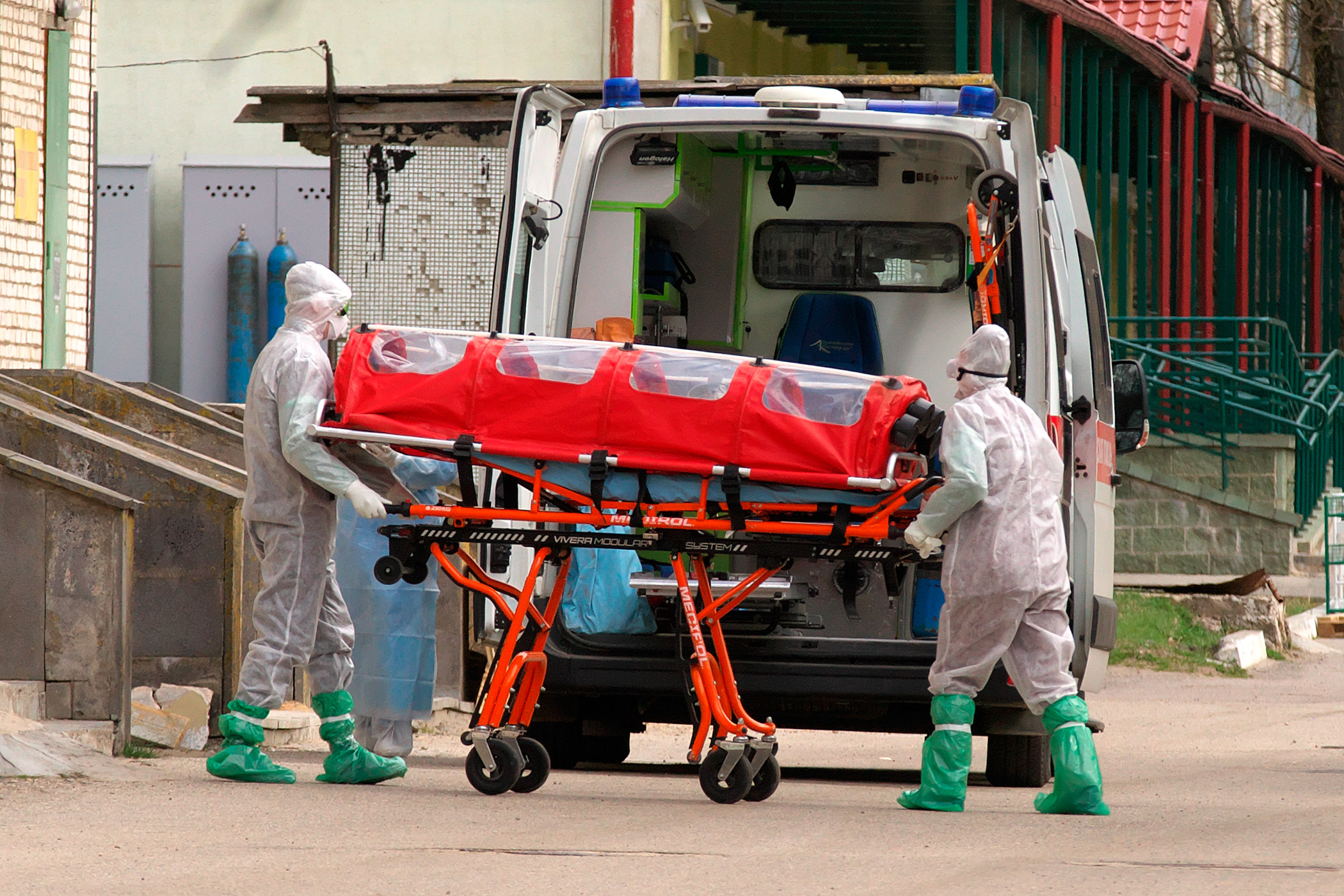
Isoliertrage zum Transport von COVID-19-Patienten nahe dem Regionalkrankenhaus für Klinische Infektiologie in Wizebsk

Die COVID-19-Pandemie in Belarus tritt seit Ende Februar 2020 als regionales Teilgeschehen des weltweiten Ausbruchs der Atemwegserkrankung COVID-19 auf und beruht auf Infektionen mit dem Ende 2019 neu aufgetretenen Virus SARS-CoV-2 aus der Familie der Coronaviren. Die COVID-19-Pandemie breitet sich seit Dezember 2019 von der chinesischen Metropole Wuhan, Provinz Hubei ausgehend aus. Ab dem 11. März 2020 stufte die Weltgesundheitsorganisation (WHO) das Ausbruchsgeschehen des neuartigen Coronavirus als Pandemie ein.

## Verlauf
Am 28. Februar 2020 bestätigte Belarus den ersten COVID-19-Fall im Land. Am Tag zuvor wurde ein Student aus dem Iran positiv getestet und in das Krankenhaus in Minsk gebracht. Die positiv getestete Person war bereits am 22. Februar über einen Flug aus Baku, Aserbaidschan, nach Belarus eingereist. Bis zum 16. März 2020 stieg die Zahl der Infizierten laut Gesundheitsministerium auf 36 Personen. Bis zum 18. März wurden insgesamt 51 Fälle bestätigt. Ende März gab es offiziellen Stellen zufolge rund 150 Infizierte. Gleichzeitig wurde von Menschenrechtlern angeführt, dass Krankenhäuser voller Menschen mit Lungenentzündung seien.
Eine WHO-Mission traf am 7. April 2020 in Belarus ein, um die Situation vor Ort zu beurteilen. Die WHO empfahl eine Stärkung der Maßnahmen zur räumlichen Distanzierung: Verbot von Massenveranstaltungen, einschließlich Sportturniere, Umstellung auf Fernunterricht, Quarantäne für Infizierte und Bewegungseinschränkung von Bürgern, insbesondere von Risikogruppen – ältere Menschen und Menschen mit chronischen Krankheiten. Binnen der nächsten zwei Wochen verzehnfachte sich die Zahl der Infizierten von 700 (6. April) auf 7.281 (22. April), so dass die WHO erneut zu stärkeren Maßnahmen riet. Bis zum 30. April verdoppelte sich die Zahl der Infizierten auf 14.027, die Zahl der Toten betrug 89.
Auch Anfang Mai 2020 blieben Schulen, Universitäten, Geschäfte, Restaurants und Flughäfen weiter offen, Fußballspiele und Gottesdienste fanden weiterhin statt (siehe auch Abschnitt Kritik). Begründet wurde dies damit, dass das Land einen Lockdown wirtschaftlich nicht verkraften könne. Der russisch-orthodoxe Exarch von Belarus empfahl zeitgleich, sich nach den Corona-Maßnahmen des russischen Patriarchen zu richten und Liturgien ohne Gläubige vor Ort durchzuführen. Da sich auch viele Geistliche und Theologiestudenten angesteckt hätten, forderte er die Ratschläge der Experten umzusetzen. Trotz vermehrter privater Initiativen zum Schutz gegen die Ausbreitung, etwa der Herstellung von Schutzkleidung für medizinisches Personal, und der Reduktion von Veranstaltungen zum Tag der Arbeit fanden Massenveranstaltungen wie ein landesweiter Subbotnik Ende April (2,5 Millionen Teilnehmer) oder die mehrere Kilometer lange Militärparade zum Tag des Sieges am 9. Mai 2020 statt. Aljaksandr Lukaschenka begründete dies damit, dass nicht der Eindruck entstehen solle, man sei feige und verkrieche sich.
Mitte Mai 2020 mussten erste Fußballspiele verschoben werden, da es zu Verdachtsfällen beim Erstligisten FK Minsk sowie beim Zweitligisten Lokomotiv Gomel gekommen war. Für die Zuschauer der Spiele wurden verschiedene Maßnahmen angeordnet, darunter Temperaturmessungen an den Eingängen und eine Sitzverteilung im Schachbrettmuster. Bis zum 17. Mai 2020 hatte sich die Gesamtzahl der Infizierten (29.650) und Toten (165) im Vergleich zum 30. April erneut jeweils fast verdoppelt.
Nach einem sommerlichen Rückgang wurde Mitte November 2020 ein neuer Wochen-Höchstwert mit 7.587 neuen Infektionen in der 46. Kalenderwoche erreicht. Zudem überstieg am Anfang des Monats November die Zahl der Infizierten 100.000 und die der Toten 1.000 Fälle. Diese lag damit seit mehr als sieben Monaten (Anfang April bis Mitte November 2020) konstant bei wöchentlich zwischen 19 und 44 Todesfällen, so dass hier – anders als bei den Neuinfektionen – keine Wellen auftraten.

## Statistik
Die Fallzahlen entwickelten sich während der COVID-19-Pandemie in Belarus wie folgt:

### Infektionen

Bestätigte Infizierte in Belarus nach Daten der WHO. Oben kumuliert, unten Tageswerte

### Todesfälle

Bestätigte Todesfälle in Belarus nach Daten der WHO. Oben kumuliert, unten Tageswerte

## Maßnahmen der Politik

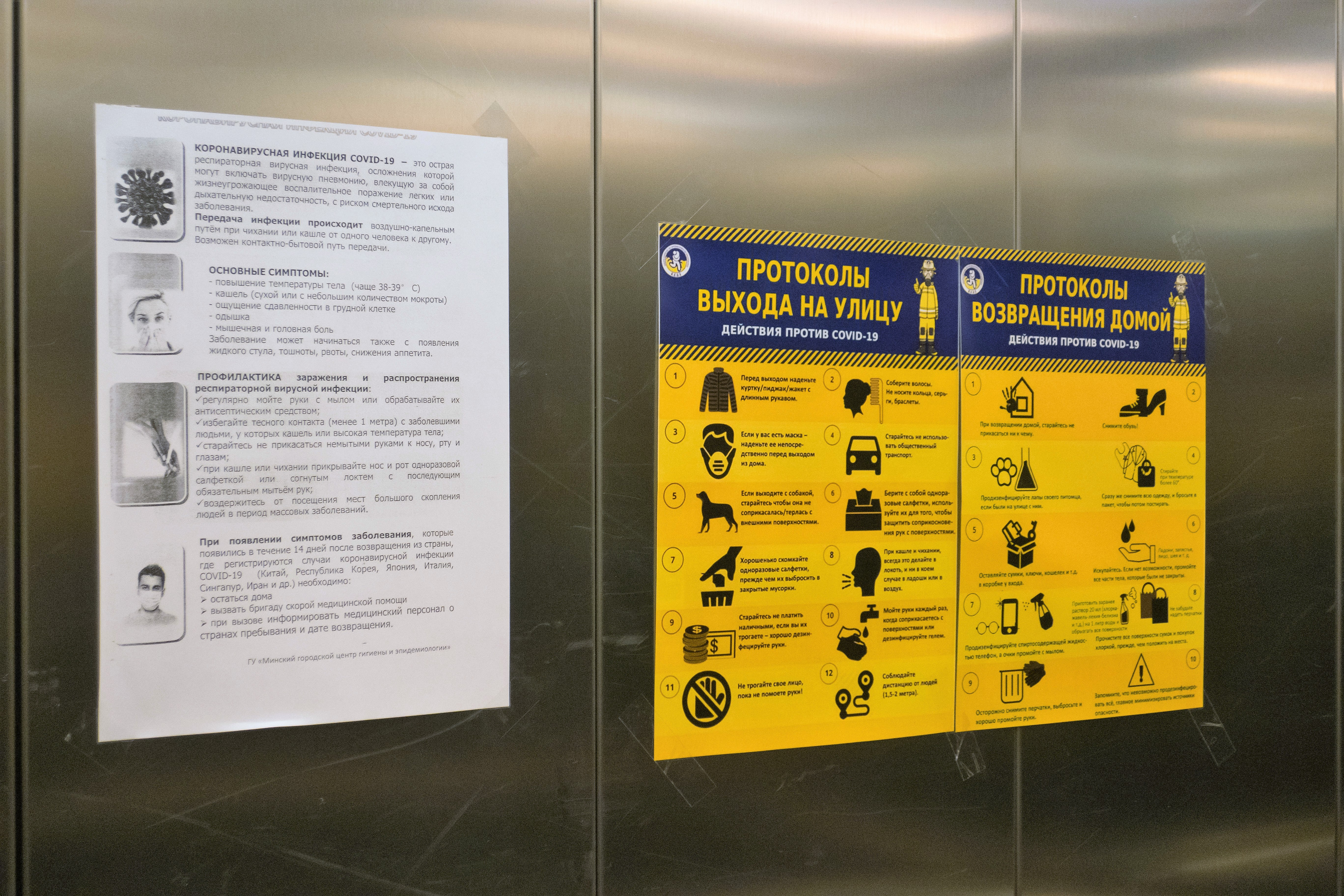
Informationen zu COVID-19 und Hygienemaßnahmen in der Nationalbibliothek von Belarus in Minsk

Im März wurde die Pandemie von Präsident Aljaksandr Lukaschenka mehrfach verharmlost und kleingeredet, unter anderem nannte er sie eine Corona-Psychose und empfahl scherzhaft Wodka, Saunagänge und landwirtschaftliche Arbeit gegen das Ausbreiten des Virus.

### Beschränkungen für Versammlungen und Veranstaltungen
Am 12. März beschloss der Ministerrat ein Verbot aller kulturellen, sportlichen und wissenschaftlichen Veranstaltungen mit internationaler Beteiligung bis zum 6. April 2020.
Am 4. April 2020 gab das belarussische Bildungsministerium eine einwöchige Verlängerung der Frühlingsferien für Schulen bekannt und am 10. April 2020 eine weitere einwöchige Verlängerung.
Am 7. April 2020 wurden folgende Maßnahmen erlassen:
- Menschen mit Symptomen von Atemwegsinfektionen dürfen nicht zur Arbeit gehen.
- Besprechungen, Workshops und Sitzungen sind mit Hilfe von Video- und Audiokonferenzen abzuhalten, keine Geschäftsreisen.
- Öffentliche Veranstaltungen in Bibliotheken, Museen, Galerien und anderen kulturellen Einrichtungen sind verboten.
- Eltern dürfen ihre Kinder von Kindergärten oder Schulen fernhalten.
- Im öffentlichen Raum soll ein Mindestabstand von 1,5 Metern eingehalten werden.

### Verlängerung des visafreien Aufenthalts
Das Innenministerium gab am 18. März 2020 bekannt, den visafreien Aufenthalt für Ausländer, die wegen abgesagter Flüge nicht ausreisen können, bis zu 90 Tage zu verlängern.

### Selbstisolierung
Am 25. März 2020 beschloss der Ministerrat, dass sich einreisende Personen aus von COVID-19 betroffenen Ländern in eine 14-tägige häusliche Selbstisolierung begeben müssen. Eine Ausreise ist bis zum Ablauf der Selbstisolierung nicht gestattet. Fahrer, die im Straßen- bzw. Transitverkehr durch Belarus fahren, dürfen nur bestimmte Autobahnstraßen sowie Parkplätze bzw. Tankstellen nutzen.
Die Regierung verabschiedete am 10. April 2020 weitere Regeln für die Selbstisolierung. Demnach unterliegen alle Personen mit einer bestätigten SARS-CoV-2-Infektion sowie Kontaktpersonen der ersten und zweiten Ebene der Selbstisolierung. Verstöße gegen diese Regeln werden administrativ oder gegebenenfalls strafrechtlich geahndet.

### Exportverbote
Am 17. März 2020 wurden Exportverbote für bestimmte medizinische Waren, wie Schutzausrüstung und Beatmungsgeräte, vorübergehend eingeführt. Am 1. April 2020 wurde ein Exportverbot für Buchweizen, Zwiebeln und Knoblauch eingeführt.

## Maßnahmen
Abgesehen von der Masken- und Selbstisolationspflicht nach Einreise bestehen keine einschränkenden COVID-19-Maßnahmen.
Seit dem 15. Juli 2021 ist eine visafreie Einreise von Bürgern aus 73 Ländern (darunter auch Deutschland) nach Belarus bis zu 5 Tage zwecks der Impfung gegen COVID-19 möglich.

## Wirtschaftliche Auswirkungen
Aufgrund der COVID-19-Pandemie wird laut der Weltbank das BIP in Belarus um vier Prozent fallen, unter anderem weil der Export von Belarus in die EU und nach Russland deutlich einbrechen wird. Geschäfte und Schulen blieben in Belarus während der Pandemie geöffnet.
Am 30. März 2020 beantragte die belarussische Zentralbank wegen der COVID-19-Pandemie beim IWF einen Kredit im Wert von 900 Millionen Dollar. Im April 2020 verkündete Finanzminister Maxim Yermolovich, dass Belarus vom Internationalen Währungsfonds einen Hilfskredit in Höhe von 500 bis 900 Millionen US-Dollar erhalten werde. Laut Yermolovich sollen die Ausgaben gekürzt werden. Am 19. Juni 2020 behauptete Präsident Aljaksandr Lukaschenka, der Internationale Währungsfonds verlange von Belarus als Bedingung für die Kredite Lockdown-Maßnahmen anzuordnen, jedoch werde man der Bedingung nicht nachkommen.
Ende Oktober 2020 ließ der seit der Präsidentschaftswahl im August 2020 zur Disposition stehende Präsident Lukaschenka die Grenzen zu allen Nachbarländern (mit Ausnahme Russlands) schließen. Durchgelassen würden nur Diplomaten und Lastverkehr, teilte der Grenzschutz mit.

## Kritik
In den Medien anderer Länder wurde die Regierung für ihre Maßnahmen stark kritisiert, da Kindergärten, Schulen, Universitäten, Geschäfte, Restaurants und Cafés weiterhin geöffnet blieben. Als einziges Land Europas fanden zudem Sportveranstaltungen wie Fußball oder Eishockey regulär und mit Zuschauern weiter statt. Auch der belarussische Fußballstar Aljaksandr Hleb wies auf die paradoxe Situation hin: „In unserem Land glaubt die Präsidialbürokratie, dass es nicht so schlimm ist.“ Allerdings war beim Fußball zu beobachten, dass die Zuschauerzahlen deutlich reduziert waren. Ein Verein aus Brest testete die Fans auf mögliches Fieber. Der Trainer des FK Wizebsk äußerte: „Wenn wir keine infizierten Spieler haben, können wir spielen. Wenn sich einige Spieler anstecken, können wir aufhören.“ Massenveranstaltungen wie eine große Militärparade zum 75. Jahrestag des Sieges über den Hitlerfaschismus am 9. Mai 2020, einem wichtigen Feiertag des Landes, fanden weiterhin statt. Daran äußerte selbst der wichtigste Verbündete Russland Kritik. Am 23. August 2020 beteiligten sich nach Schätzungen unabhängiger Medien mehr als 200.000 Menschen auf den Straßen in Minsk, um Lukaschenkos Rücktritt zu fordern, wobei überwiegend weder eine Schutzmaske getragen, noch ein Mindestabstand eingehalten wurde.